# Up Here
Up Here este cel de-al treilea single extras de pe albumul Under the Influence, al cântăreței de origine S.U.A., Terra Naomi. 
Up Here a beneficiat de un videoclip, care a fost difuzat deseori de posturile de televiziune din Regatul Unit.
Melodia nu s-a bucurat de succes comercial, promovând slab în clasamentele de specialitate.